# Coleophora eremodes
Coleophora eremodes é uma espécie de mariposa do gênero Coleophora pertencente à família Coleophoridae.